# Bullia pura
Bullia pura, tên tiếng Anh: pure plough shell, là một loài ốc biển, là động vật thân mềm chân bụng sống ở biển thuộc họ Nassariidae.